# Osella (Münze)
Die Osella ist eine in Venedig geprägte Medaille, die auch als Münze Gültigkeit hatte.
Sie wurde von 1521 bis 1797, d. h. bis zum Ende der Republik in der Zecca von Venedig geprägt. Ihr Wert entsprach meist einem vierfachen venezianischen Golddukaten.
Oselle des Dogen Alvise IV. Mocenigo

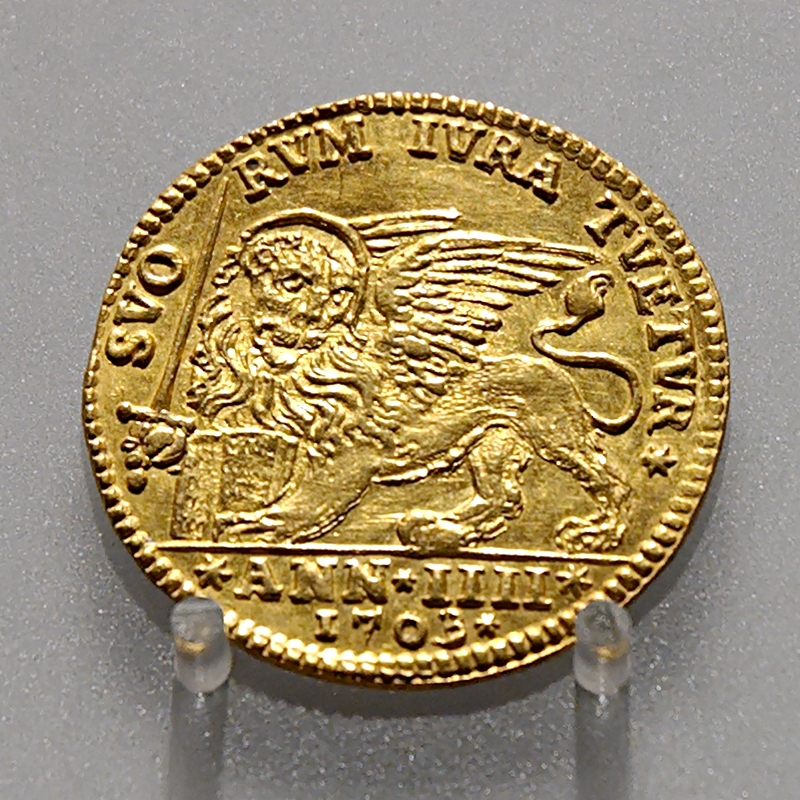
1703
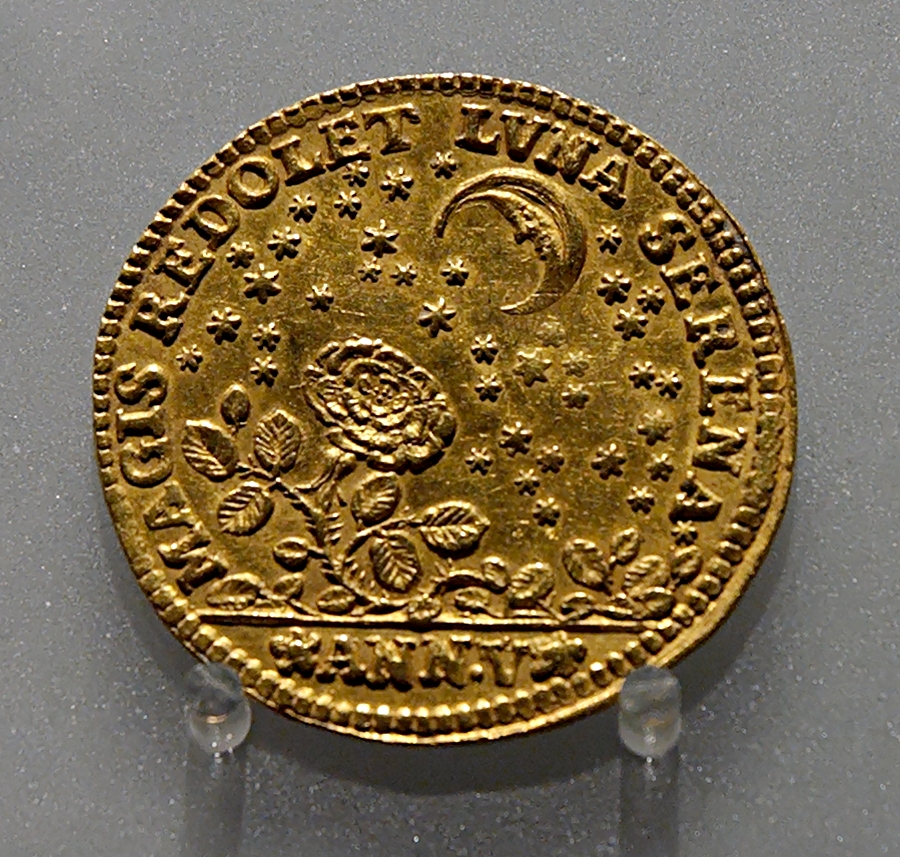
1704
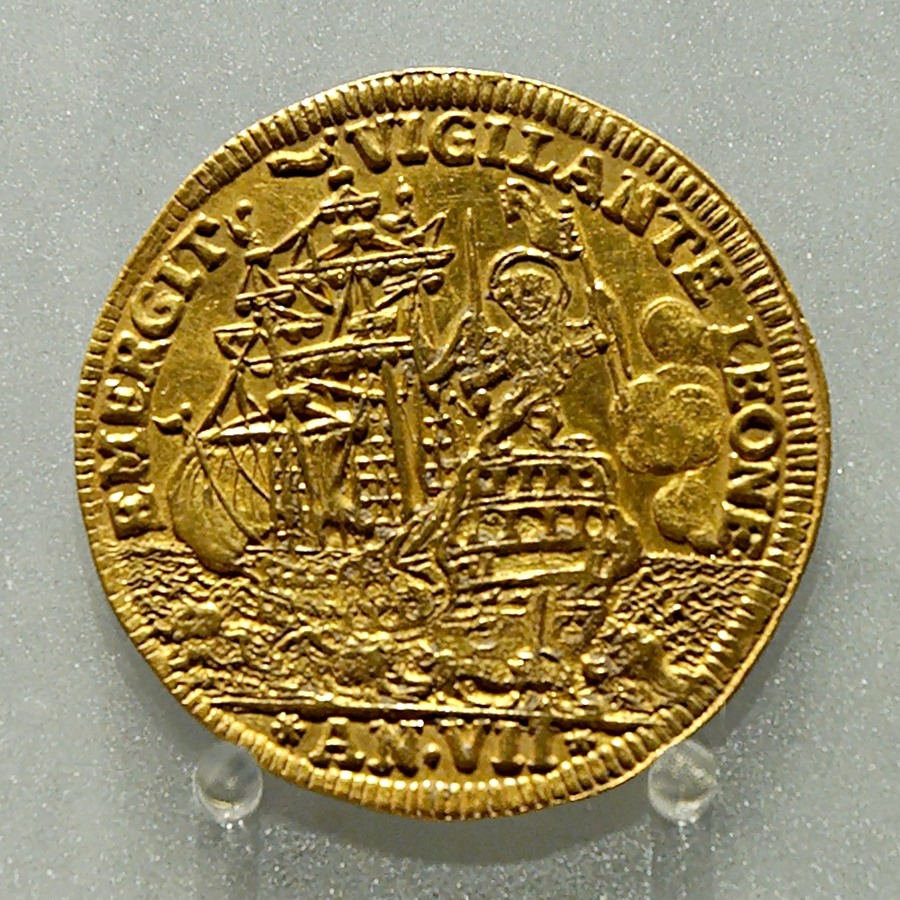
1706
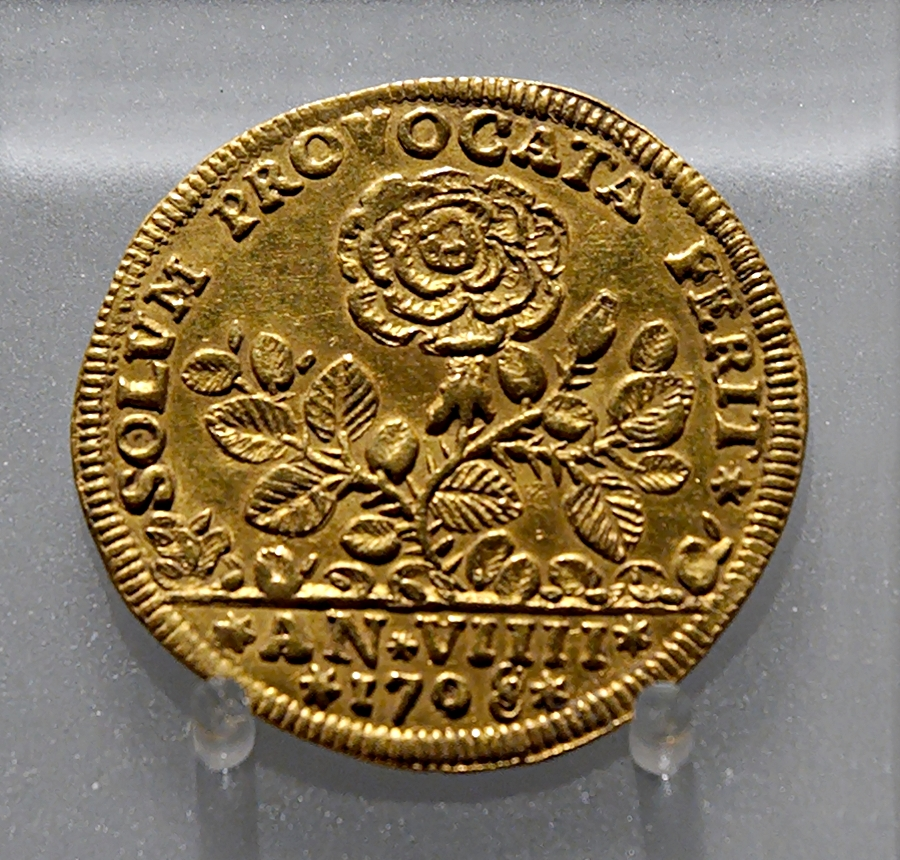
1708

## Geschichte

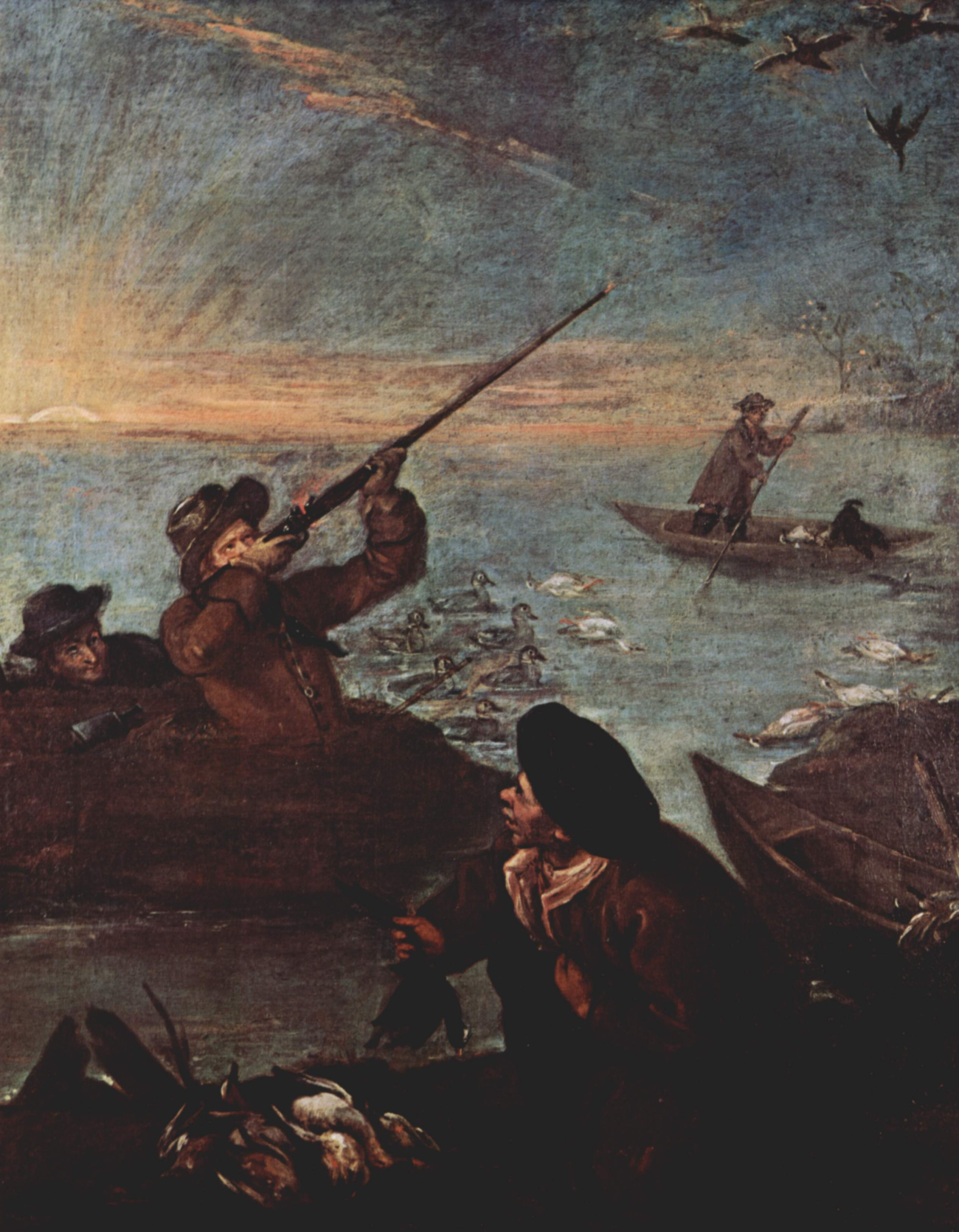
Pietro Longhi: Entenjagd in der Lagune

In der Republik Venedig hatten die Dogen das Privileg, in der Lagune Vögel, vor allem Enten zu jagen. Als Gegenleistung hatten sie jährlich an Weihnachten eine bestimmte Anzahl dieser Vögel, im venezianischen Dialekt Mazzaroni oder Oselli genannt, an jedes Mitglied des Maggior Consiglio und an weitere ausgewählte Würdenträger abzuliefern. Geliefert werden durften nur weibliche Vögel. Als es im Laufe des 14. Jahrhunderts Probleme gab, das Deputat zu erfüllen, verpflichtete der Große Rat den Dogen, die leer Ausgegangenen mit 12 Silbergrosso zu entschädigen, was jedoch auf wenig Gegenliebe bei den Nobili stieß, die ein Aufweichen eines angestammten Rechtes befürchteten. Erst im 16. Jahrhundert beschloss der Rat, die Ablieferung von Wild abzuschaffen. Nach dem Tod Leonardo Loredans wurden die Dogen endgültig verpflichtet, in Geld anstatt in Naturalien zu zahlen. In einer promessio vom 28. Juni 1521 sind die Modalitäten festgelegt: Die Münze sollte den Wert eines vierfachen Dukaten (Gewicht zwischen 13,8 und 14,1 Gramm; in einem Fall wurde auch eine Osella im Gewicht von 5 Dukaten geprägt.) haben und jedes Jahr im Dezember an alle Inhaber des Privilegs vergeben werden. Die Münze war gleichzeitig Gedenkmedaille wie auch Zahlungsmittel. Ihr Kurswert wurde in die offiziellen Wechseltabellen der Banken eingetragen.
In Erinnerung an den alten Rechtstitel sollte die Münze die Bezeichnung Osella tragen.